# Кюрекчай
Кюрекча́й (Кюракчай, устар. Кюрокчай, Ильхидеречай; азерб. Kürəkçay) — река в Азербайджане, правый приток Куры. Протекает по северо-восточному склону Малого Кавказа.

## Общие сведения
Река берёт начало с Муровдагского хребта. Длина — 186 км. Площадь водосборного бассейна — 2080 км².
Питается подземными, дождевыми и снеговыми водами. Используется для орошения и водоснабжения города Гянджи. К бассейну Кюрекчая относятся более 10 озёр: Гёйгёль, Маралгёль и другие.
14 мая 1805 года на берегу реки (недалеко от Гянджи) был подписан Кюрекчайский договор, подтвердивший переход Карабахского ханства в подданство Российской империи.
2 сентября 2024 года на реке введена в строй малая гидроэлектростанция «Тоганалы» мощностью 4,1 МВт. Построены специальные гидротехнические установки, обеспечивающие охрану флоры и фауны.